# فاندو و لیس
فاندو و لیس (اسپانیایی: Fando y Lis‎) یک فیلم تجربی سیاه و سفید فانتزی به کارگردانی آلخاندرو خودوروفسکی محصول سال ۱۹۶۸ مکزیک است که نخستین فیلم بلند او محسوب می‌شود. فیلم اقتباسی از نمایش فرناندو آرابال به همین نام است و داستان فاندو و دوست دختر فلجش را دنبال می‌کند.
فاندو و لیس از فیلم‌های جنبش موسوم به پانیک است و هنگام اکران با نقدهای منفی و سانسور روبرو شد.